# Rhizogeton ezoense
Rhizogeton ezoense is een hydroïdpoliep uit de familie Oceaniidae. De poliep komt uit het geslacht Rhizogeton. Rhizogeton ezoense werd in 1964 voor het eerst wetenschappelijk beschreven door Yamada. 